# Chiococca rubriflora
Chiococca rubriflora är en måreväxtart som beskrevs av Cyrus Longworth Lundell. Chiococca rubriflora ingår i släktet Chiococca och familjen måreväxter. Inga underarter finns listade i Catalogue of Life.